# 我们的小花猫
《我们的小花猫》為彩色影片，由上海电影制片厂于1980年摄制，片长35分钟。

## 情节介绍
文化大革命后期的上海，一位被“造反派”受尽折磨的老教授被放回家来了。但他的屋门上还贴着封条，他只好暂住在阳台上的木屋里。他的楼下住着小学生康康和他的奶奶，他们养着一只可爱的小花猫，名叫小咪。
教授回家的当天夜里，康康醒来发现小咪不见了。他便爬上二楼去找。封着的房间里传出响声，康康透过门的钥匙孔，看见老教授正打着手电筒找东西。老教授翻出几本手稿、资料，像得了什么宝贝似的，高深得眼睛发亮。
康康觉得很奇怪，他问奶奶："偷自己的东西算偷吗？"好奇的康康趁教授出门的机会，从窗口爬进了小木屋。教授"偷"出来的东西可真不少，墙上贴满了各种鱼的挂图，手稿、资料、纸张堆满了桌子，还有大大小小的鱼缸，被解剖的鱼，一架显微镜……
老教授回来后，不仅没责怪康康，还送给康康一瓶小鱼，还给他讲了许多关于鱼的知识。从此康康和教授成了好朋友。
一天，康康上楼来看老教授，被阳台上的景象惊呆了；鱼缸和花盆都打碎了，教授坐在木屋前的砖堆上，看着满地碎玻璃和死鱼发呆。小咪在高兴地吃着鱼。
康康认定是小咪闯了祸，一气之下，就把它送给了一位渔民。
老教授痛苦地对康康说："不是小咪啊！"康康冲进木屋，看见被撕掉的挂图，乱扔的书本、摔坏的显微镜，才明白了，原来不是小咪闯祸，而是一些不许教授搞研究的"造反者"对老教授进行了残酷的迫害，桌上还赫然写着几个侮辱老教授的大字“反动学术权威”。
康康和教授一同跑到海边，渔船已经开远了，二人失望而归。
数年后，文革结束，老教授获“平反”，恢复了渔业研究工作。在一次海洋考察中，他幸运地从一位渔民那里认回了小咪。
码头上，迎接老教授的康康接过心爱的小咪，高兴地跳了起来。

## 文化影响
该电影从一个侧面反映了“四人帮”时期中国大陆知识分子们的悲惨遭遇，以及文化大革命对人性的摧残。同时也描绘了人猫之间难以割舍的友情。属于后文革时期的“伤痕文学”电影代表作。

## 演职人员
- 导演：吴贻弓  张郁强
- 编剧：汪天云  张郁强  王润生  吴贻弓
- 摄影：翁诗杰  孙国梁
- 录音：庄永楠  徐锡林
- 剪辑：孙惠民
- 美工：姚唯
- 作曲：陈大伟
- 化妆：殷尚山
- 服装：庄培玲
- 道具：陈忠泽
- 照明：邬柏荣
- 绘景：李家骏
- 置景：孙庆山
- 特技设计：肖镇
- 特技摄影：杨瑞康
- 制片主任：周福棠
- 演奏：上影乐团
- 指挥：王永吉

### 主要演员
- 白穆 饰 老教授
- 赵抒音 饰 康康奶奶
- 陈文杰 饰 康康